# Christian da Silva Fiel
Christian da Silva Fiel (14 giugno 1989) è un calciatore brasiliano, centrocampista svincolato.

## Caratteristiche tecniche
È un centrocampista centrale che può giocare anche sulla fascia.

## Palmarès

### Club

#### Competizioni nazionali
- Coppa di Cipro: 1

APOEL: 2013-2014
- Campionato cipriota: 1

APOEL: 2013-2014
- Segunda Liga: 2

Nacional: 2017-2018
Paços Ferreira: 2018-2019